# マサチューセッツ州知事
マサチューセッツ州知事の一覧では、アメリカ合衆国のマサチューセッツ州の州知事の一覧を示す。

## 一覧
知事代理は知事が辞任または死亡した場合を含む。知事代理は副知事職を置かなかった。彼らは副知事であり続け、単に知事を代行するのみであった。マサチューセッツ州副知事は、知事の死亡または辞任に伴って知事職を継承する訳ではない。
| 代   | 氏名                                 | 肖像                                                     | 就任           | 退任           | 所属政党           | 副知事                                                | 備考        |
| ---- | ------------------------------------ | -------------------------------------------------------- | -------------- | -------------- | ------------------ | ----------------------------------------------------- | ----------- |
| 1    | ジョン・ハンコック                   |                                                          | 1780年         | 1785年         | なし               | トマス・クッシング                                    | [ 1 ]       |
| 代行 | トマス・クッシング                   |                                                          | 1785年         | 1785年         | なし               | （空席）                                              | [ 2 ]       |
| 2    | ジェイムズ・ボーディン               |                                                          | 1785年         | 1787年         | なし               | トマス・クッシング                                    |             |
| 3    | ジョン・ハンコック                   |                                                          | 1787年5月30日  | 1793年10月8日  | なし               | トマス・クッシング （1787 - 1788年）                  | [ 3 ]       |
| 3    | ジョン・ハンコック                   | ベンジャミン・リンカン （1788 - 1789年）                 | 1787年5月30日  | 1793年10月8日  | なし               |                                                       | [ 3 ]       |
| 3    | ジョン・ハンコック                   | サミュエル・アダムズ （1789 - 1793年）                   | 1787年5月30日  | 1793年10月8日  | なし               |                                                       | [ 3 ]       |
| 4    | サミュエル・アダムズ                 |                                                          | 1793年10月8日  | 1797年6月2日   | なし               | モーゼス・ギル （1794 - 1799年）                      | [ 4 ]       |
| 5    | インクリース・サムナー               |                                                          | 1797年6月2日   | 1799年6月7日   | 連邦党             | モーゼス・ギル （1794 - 1799年）                      | [ 3 ]       |
| 代行 | モーゼス・ギル                       |                                                          | 1799年6月7日   | 1800年5月20日  | なし               | （空席）                                              | [ 2 ] [ 3 ] |
| 代行 | 州知事評議会                         |                                                          | 1800年5月20日  | 1800年5月30日  | なし               | （空席）                                              | [ 5 ]       |
| 6    | ケイレブ・ストロング                 |                                                          | 1800年5月30日  | 1807年5月29日  | 連邦党             | サミュエル・フィリップス・ジュニア （1801年 - 1802年) |             |
| 6    | ケイレブ・ストロング                 | エドワード・H・ロビンズ （1802年 - 1806年)               | 1800年5月30日  | 1807年5月29日  | 連邦党             |                                                       |             |
| 7    | ジェイムズ・サリヴァン               |                                                          | 1807年5月29日  | 1808年12月10日 | 民主共和党         | リーヴァイ・リンカン・シニア                          | [ 3 ]       |
| 代理 | リーヴァイ・リンカン・シニア         |                                                          | 1808年12月10日 | 1809年5月1日   | 民主共和党         | （空席）                                              | [ 2 ]       |
| 8    | クリストファー・ゴア                 |                                                          | 1809年5月1日   | 1810年6月10日  | 連邦党             | デイヴィッド・コッブ                                  |             |
| 9    | エルブリッジ・ゲリー                 |                                                          | 1810年6月10日  | 1812年3月4日   | 民主共和党         | ウィリアム・グレイ                                    |             |
| 10   | ケイレブ・ストロング                 |                                                          | 1812年6月      | 1816年5月30日  | 連邦党             | ウィリアム・フィリップス・ジュニア                    |             |
| 11   | ジョン・ブルックス                   |                                                          | 1816年5月30日  | 1823年5月31日  | 連邦党             | ウィリアム・フィリップス・ジュニア                    |             |
| 12   | ウィリアム・ユースティス             |                                                          | 1823年5月31日  | 1825年2月6日   | 民主共和党         | リーヴァイ・リンカン・ジュニア （1823年 - 1824年）    | [ 3 ]       |
| 12   | ウィリアム・ユースティス             | マーカス・モートン （1824年 - 1825年）                   | 1823年5月31日  | 1825年2月6日   | 民主共和党         |                                                       | [ 3 ]       |
| 代理 | マーカス・モートン                   |                                                          | 1825年2月6日   | 1825年5月26日  | 民主共和党         | （空席）                                              | [ 2 ]       |
| 13   | リーヴァイ・リンカン・ジュニア       |                                                          | 1825年5月26日  | 1834年1月9日   | 民主共和党         | トマス・L・ウィンスロップ （1826年 - 1833年）         |             |
| 13   | リーヴァイ・リンカン・ジュニア       | サミュエル・タレル・アームストロング （1833年 - 1834年） | 1825年5月26日  | 1834年1月9日   | 民主共和党         |                                                       |             |
| 14   | ジョン・デイビス                     |                                                          | 1834年1月9日   | 1835年3月1日   | ホイッグ党         | サミュエル・タレル・アームストロング                  | [ 6 ]       |
| 代理 | サミュエル・タレル・アームストロング |                                                          | 1835年3月1日   | 1836年1月13日  | ホイッグ党         | （空席）                                              | [ 2 ]       |
| 15   | エドワード・エヴァレット             |                                                          | 1836年1月13日  | 1840年1月18日  | ホイッグ党         | ジョージ・ハル                                        |             |
| 16   | マーカス・モートン                   |                                                          | 1840年1月18日  | 1841年1月7日   | 民主党             | ジョージ・ハル                                        |             |
| 17   | ジョン・デイビス                     |                                                          | 1841年1月7日   | 1843年1月17日  | ホイッグ党         | ジョージ・ハル                                        |             |
| 18   | マーカス・モートン                   |                                                          | 1843年1月17日  | 1844年1月      | 民主党             | ヘンリー・H・チャイルズ                               |             |
| 19   | ジョージ・N・ブリッグス              |                                                          | 1844年1月      | 1851年1月11日  | ホイッグ党         | ジョン・リード・ジュニア                              |             |
| 20   | ジョージ・S・バウトウェル            |                                                          | 1851年1月11日  | 1853年1月14日  | 民主党             | ヘンリー・W・カッシュマン                             |             |
| 21   | ジョン・H・クリフォード              |                                                          | 1853年1月14日  | 1854年1月12日  | ホイッグ党         | イライシャ・ハンティントン                            |             |
| 22   | エモリー・ウォシュバーン             |                                                          | 1854年1月12日  | 1855年1月4日   | ホイッグ党         | ウィリアム・C・プランケット                           |             |
| 23   | ヘンリー・J・ガードナー              |                                                          | 1855年1月4日   | 1858年1月7日   | ノウ・ナッシング党 | サイモン・ブラウン （1855年 - 1856年）                |             |
| 23   | ヘンリー・J・ガードナー              | ヘンリー・W・ベンチリー （1856年 - 1858年）              | 1855年1月4日   | 1858年1月7日   | ノウ・ナッシング党 |                                                       |             |
| 24   | ナサニエル・P・バンクス              |                                                          | 1858年1月7日   | 1861年1月3日   | 共和党             | エリファレット・トラスク                              |             |
| 25   | ジョン・アルビオン・アンドルー       |                                                          | 1861年1月3日   | 1866年1月4日   | 共和党             | ジョン・Z・グッドリッチ （1861年）                    |             |
| 25   | ジョン・アルビオン・アンドルー       | ジョン・ネスミス （1862年）                              | 1861年1月3日   | 1866年1月4日   | 共和党             |                                                       |             |
| 25   | ジョン・アルビオン・アンドルー       | ジョエル・ヘイデン （1863年 - 1866年）                   | 1861年1月3日   | 1866年1月4日   | 共和党             |                                                       |             |
| 26   | アレグザンダー・H・ブロック          |                                                          | 1866年1月4日   | 1869年1月7日   | 共和党             | ウィリアム・クラフリン                                |             |
| 27   | ウィリアム・クラフリン               |                                                          | 1869年1月7日   | 1872年1月4日   | 共和党             | ジョーゼフ・タッカー                                  |             |
| 28   | ウィリアム・B・ウォシュバーン        |                                                          | 1872年1月4日   | 1874年4月29日  | 共和党             | ジョーゼフ・タッカー （1872 - 1873年）                | [ 6 ]       |
| 28   | ウィリアム・B・ウォシュバーン        | トマス・トールボット （1873年 - 1874年）                 | 1872年1月4日   | 1874年4月29日  | 共和党             |                                                       | [ 6 ]       |
| 代理 | トマス・トールボット                 |                                                          | 1874年4月29日  | 1875年1月7日   | 共和党             | （空席）                                              | [ 2 ]       |
| 29   | ウィリアム・ガストン                 |                                                          | 1875年1月7日   | 1876年1月6日   | 民主党             | ホレイショ・G・ナイト                                 |             |
| 30   | アレグザンダー・H・ライス            |                                                          | 1876年1月6日   | 1879年1月2日   | 共和党             | ホレイショ・G・ナイト                                 |             |
| 31   | トマス・トールボット                 |                                                          | 1879年1月2日   | 1880年1月8日   | 共和党             | ジョン・デイヴィス・ロング                            |             |
| 32   | ジョン・デイヴィス・ロング           |                                                          | 1880年1月8日   | 1883年1月4日   | 共和党             | バイロン・ウェストン                                  |             |
| 33   | ベンジャミン・F・バトラー            |                                                          | 1883年1月4日   | 1884年1月3日   | 民主党             | オリヴァー・エイムズ                                  |             |
| 34   | ジョージ・D・ロビンソン              |                                                          | 1884年1月3日   | 1887年1月6日   | 共和党             | オリヴァー・エイムズ                                  |             |
| 35   | オリヴァー・エイムズ                 |                                                          | 1887年1月6日   | 1890年1月7日   | 共和党             | ジョン・Q・A・ブラケット                              |             |
| 36   | ジョン・Q・A・ブラケット             |                                                          | 1890年1月7日   | 1891年1月8日   | 共和党             | ウィリアム・H・ヘイル                                 |             |
| 37   | ウィリアム・E・ラッセル              |                                                          | 1891年1月8日   | 1894年1月4日   | 民主党             | ウィリアム・H・ヘイル （1891年 - 1893年）             |             |
| 37   | ウィリアム・E・ラッセル              | ロジャー・ウォルコット （1893年 - 1894年）               | 1891年1月8日   | 1894年1月4日   | 民主党             |                                                       |             |
| 38   | フレデリック・T・グリーンハルジ      |                                                          | 1894年1月4日   | 1896年3月5日   | 共和党             | ロジャー・ウォルコット                                | [ 3 ]       |
| 39   | ロジャー・ウォルコット               |                                                          | 1896年3月5日   | 1900年1月4日   | 共和党             | （空席） （1896年 - 1897年）                          | [ 4 ]       |
| 39   | ロジャー・ウォルコット               | ウィンスロップ・M・クレイン （1897年 - 1900年）          | 1896年3月5日   | 1900年1月4日   | 共和党             |                                                       | [ 4 ]       |
| 40   | ウィンスロップ・M・クレイン          |                                                          | 1900年1月4日   | 1903年1月8日   | 共和党             | ジョン・L・ベイツ                                     |             |
| 41   | ジョン・L・ベイツ                    |                                                          | 1903年1月8日   | 1905年1月5日   | 共和党             | カーティス・ギルド・ジュニア                          |             |
| 42   | ウィリアム・ルイス・ダグラス         |                                                          | 1905年1月5日   | 1906年1月4日   | 民主党             | カーティス・ギルド・ジュニア                          |             |
| 43   | カーティス・ギルド・ジュニア         |                                                          | 1906年1月4日   | 1909年1月7日   | 共和党             | エベニーザー・サムナー・ドレイパー                    |             |
| 44   | エベニーザー・サムナー・ドレイパー   |                                                          | 1909年1月7日   | 1911年1月5日   | 共和党             | ルイス・A・フロシンガム                               |             |
| 45   | ユージン・フォス                     |                                                          | 1911年1月5日   | 1914年1月8日   | 民主党             | ルイス・A・フロシンガム （1911年 - 1912年）           |             |
| 45   | ユージン・フォス                     | ロバート・ルース （1912年 - 1913年）                     | 1911年1月5日   | 1914年1月8日   | 民主党             |                                                       |             |
| 45   | ユージン・フォス                     | デイヴィッド・I・ウォルシュ （1913 - 1914年）            | 1911年1月5日   | 1914年1月8日   | 民主党             |                                                       |             |
| 46   | デイヴィッド・I・ウォルシュ          |                                                          | 1914年1月8日   | 1916年1月6日   | 民主党             | エドワード・P・バリー （1914 - 1915年）               |             |
| 46   | デイヴィッド・I・ウォルシュ          | グラフトン・D・クッシング （1915 - 1916年）              | 1914年1月8日   | 1916年1月6日   | 民主党             |                                                       |             |
| 47   | サミュエル・W・マッコール            |                                                          | 1916年1月6日   | 1919年1月2日   | 共和党             | カルヴァン・クーリッジ                                |             |
| 48   | カルヴァン・クーリッジ               |                                                          | 1919年1月2日   | 1921年1月6日   | 共和党             | チャニング・H・コックス                               |             |
| 49   | チャニング・H・コックス              |                                                          | 1921年1月6日   | 1925年1月8日   | 共和党             | アルヴァン・T・フラー                                 |             |
| 50   | アルヴァン・T・フラー                |                                                          | 1925年1月8日   | 1929年1月3日   | 共和党             | フランク・G・アレン                                   |             |
| 51   | フランク・G・アレン                  |                                                          | 1929年1月3日   | 1931年1月8日   | 共和党             | ウィリアム・S・ヤングマン                             |             |
| 52   | ジョーゼフ・B・イーライ              |                                                          | 1931年1月8日   | 1935年1月3日   | 民主党             | ウィリアム・S・ヤングマン （1931年 - 1933年）         |             |
| 52   | ジョーゼフ・B・イーライ              | ガスパー・G・ベイコン （1933年 - 1935年）                | 1931年1月8日   | 1935年1月3日   | 民主党             |                                                       |             |
| 53   | ジェイムズ・マイケル・カーリー       |                                                          | 1935年1月3日   | 1937年1月7日   | 民主党             | ジョーゼフ・L・ハーリー                               |             |
| 54   | チャールズ・F・ハーリー              |                                                          | 1937年1月7日   | 1939年1月5日   | 民主党             | フランシス・E・ケリー                                 |             |
| 55   | レヴァレット・ソルトンストール       |                                                          | 1939年1月5日   | 1945年1月3日   | 共和党             | ホーレス・T・ケイヒル                                 |             |
| 56   | モーリス・J・トービン                |                                                          | 1945年1月3日   | 1947年1月2日   | 民主党             | ロバート・F・ブラッドフォード                         |             |
| 57   | ロバート・F・ブラッドフォード        |                                                          | 1947年1月2日   | 1949年1月6日   | 共和党             | アーサー・W・クーリッジ                               |             |
| 58   | ポール・A・ディーヴァー              |                                                          | 1949年1月6日   | 1953年1月8日   | 民主党             | チャールズ・F・サリヴァン                             |             |
| 59   | クリスティアン・A・ハーター          |                                                          | 1953年1月8日   | 1957年1月3日   | 共和党             | サムナー・G・ウィッティア                             |             |
| 60   | フォスター・ファーコロ               |                                                          | 1957年1月3日   | 1961年1月5日   | 民主党             | ロバート・F・マーフィー （1957年 - 1960年）           |             |
| 61   | ジョン・A・ヴォルペ                  |                                                          | 1961年1月5日   | 1963年1月3日   | 共和党             | エドワード・F・マクラフリン・ジュニア                 |             |
| 62   | エンディコット・ピーバディ           |                                                          | 1963年1月3日   | 1965年1月7日   | 民主党             | フランシス・X・ベロッティ                             |             |
| 63   | ジョン・A・ヴォルペ                  |                                                          | 1965年1月7日   | 1969年1月22日  | 共和党             | エリオット・リチャードソン （1965 - 1967年）          | [ 7 ]       |
| 63   | ジョン・A・ヴォルペ                  | フランシス・W・サージェント （1967 - 1969年）            | 1965年1月7日   | 1969年1月22日  | 共和党             |                                                       | [ 7 ]       |
| 64   | フランシス・W・サージェント          |                                                          | 1969年1月22日  | 1975年1月2日   | 共和党             | ドナルド・R・ドワイト                                 | [ 4 ]       |
| 65   | マイケル・デュカキス                 |                                                          | 1975年1月2日   | 1979年1月4日   | 民主党             | トマス・P・オニール3世                                |             |
| 66   | エドワード・J・キング                |                                                          | 1979年1月4日   | 1983年1月6日   | 民主党             | トマス・P・オニール3世                                |             |
| 67   | マイケル・デュカキス                 |                                                          | 1983年1月6日   | 1991年1月3日   | 民主党             | ジョン・ケリー （1983年 - 1985年）                    |             |
| 67   | マイケル・デュカキス                 | （空席） （1985年 - 1987年）                             | 1983年1月6日   | 1991年1月3日   | 民主党             |                                                       |             |
| 67   | マイケル・デュカキス                 | エヴェリン・マーフィー （1987年 - 1991年）               | 1983年1月6日   | 1991年1月3日   | 民主党             |                                                       |             |
| 68   | ウィリアム・ウェルド                 |                                                          | 1991年1月3日   | 1997年7月29日  | 共和党             | A・ポール・セルッシ                                   | [ 8 ]       |
| 69   | A・ポール・セルッシ                  |                                                          | 1997年7月29日  | 2001年4月10日  | 共和党             | （空席） （1997年 - 1999年）                          | [ 4 ] [ 9 ] |
| 69   | A・ポール・セルッシ                  | ジェイン・M・スウィフト （1999年 - 2001年）              | 1997年7月29日  | 2001年4月10日  | 共和党             |                                                       | [ 4 ] [ 9 ] |
| 代理 | ジェイン・M・スウィフト              |                                                          | 2001年4月10日  | 2003年1月2日   | 共和党             | （空席）                                              | [ 2 ]       |
| 70   | ミット・ロムニー                     |                                                          | 2003年1月2日   | 2007年1月4日   | 共和党             | ケリー・ヒーリー                                      |             |
| 71   | ディーヴァル・パトリック             |                                                          | 2007年1月4日   | 2015年1月8日   | 民主党             | ティモシー・P・マリー                                 | [ 10 ]      |
| 72   | チャーリー・ベイカー                 |                                                          | 2015年1月8日   | 2023年1月5日   | 共和党             | カリン・ポリート                                      |             |
| 73   | マウラ・ヒーリー                     |                                                          | 2023年1月5日   | 現職           | 民主党             | キム・ドリスコル                                      |             |

## 註
1. ↑  病（再発性の痛風）のため辞任。シェイズ反乱を鎮めるべく努力した。
2. 1 2 3 4 5 6 7  副知事として、残りの任期を務めた。
3. 1 2 3 4 5 6  死亡退職。
4. 1 2 3 4  副知事として、残りの任期を務めた。後に、正式に知事に選ばれた。
5. ↑  知事・副知事が共に欠けたため、議会が知事の代理となった。
6. 1 2  辞職後、上院議員の指名を受けた。
7. ↑  辞任後、運輸長官に就任。
8. ↑  駐墨大使指名に伴い辞任。しかし上院は承認せず。
9. ↑  辞任後、駐加大使に就任。
10. ↑  パトリック知事の第1期は2011年までである。彼は任期制限を受けていない。

## 他の高位の職
以下は、知事らが占めた、議会その他の連邦職を示した表である。ここに挙げた下院議員及び上院議員は、全員マサチューセッツ州選出議員である。「*」印は、その職に就くために知事職を辞したことを示す。
| 氏名                                 | 州知事在任期間                                   | 連邦議会 | 連邦議会 | 他の職                                |
| 氏名                                 | 州知事在任期間                                   | 下院     | 上院     | 他の職                                |
| ------------------------------------ | ------------------------------------------------ | -------- | -------- | ------------------------------------- |
| ジョン・ハンコック                   | 1787年 - 1793年、1780年 - 1785年                 |          |          | 大陸会議代表（うち2回は大陸会議議長） |
| トマス・クッシング                   | 1785年（代理）                                   |          |          | 大陸会議代表                          |
| サミュエル・アダムズ                 | 1793年 - 1797年                                  |          |          | 大陸会議代表                          |
| ケイレブ・ストロング                 | 1800年 - 1807年、1812年 - 1816年                 |          | S        | 大陸会議代表                          |
| ジェイムズ・サリヴァン               | 1807年 - 1808年                                  |          |          | 大陸会議代表。ただし出席せず          |
| リーヴァイ・リンカーン・シニア       | 1808年 - 1809年（代理）                          | H        |          | 司法長官                              |
| クリストファー・ゴア                 | 1813年 - 1816年                                  |          | S        |                                       |
| エルブリッジ・ゲリー                 | 1810年 - 1812年                                  | H        |          | 大陸会議代表、副大統領                |
| ウィリアム・ユースティス             | 1823年 - 1825年                                  | H        |          | 駐蘭大使、戦争長官                    |
| マーカス・モートン                   | 1825年（代理）、1840年 - 1841年、1843年 - 1844年 | H        |          |                                       |
| リーヴァイ・リンカン・ジュニア       | 1825年 - 1834年                                  | H        |          |                                       |
| ジョン・デイヴィス                   | 1834年 - 1835年、1841年 - 1843年                 | H        | S*       |                                       |
| エドワード・エヴァレット             | 1836年 - 1840年                                  | H        | S        | 駐英大使、国務長官                    |
| ジョージ・N・ブリッグズ              | 1844年 - 1851年                                  | H        |          |                                       |
| ジョージ・S・バウトウェル            | 1851年 - 1853年                                  | H        | S        | 財務長官                              |
| ナサニエル・P・バンクス              | 1858年 - 1861年                                  | H        |          | 下院議長                              |
| ウィリアム・B・ウォシュバーン        | 1874年 - 1874年                                  | H        | S*       |                                       |
| アレグザンダー・H・ライス            | 1876年 - 1879年                                  | H        |          |                                       |
| ジョン・デイヴィス・ロング           | 1880年 - 1883年                                  | H        |          | 海軍長官                              |
| ベンジャミン・フランクリン・バトラー | 1883年 - 1884年                                  | H        |          |                                       |
| ジョージ・D・ロビンソン              | 1884年 - 1887年                                  | H        |          |                                       |
| フレデリック・T・グリーンハルジ      | 1894年 - 1896年                                  | H        |          |                                       |
| ウィンスロップ・M・クレイン          | 1900年 - 1903年                                  |          | S        |                                       |
| ユージン・フォス                     | 1911年 - 1914年                                  | H        |          |                                       |
| デイヴィッド・I・ウォルシュ          | 1914年 - 1916年                                  |          | S        |                                       |
| サミュエル・W・マッコール            | 1916年 - 1919年                                  | H        |          |                                       |
| カルヴァン・クーリッジ               | 1919年 - 1921年                                  |          |          | 副大統領、大統領                      |
| アルヴァン・T・フラー                | 1925年 - 1929年                                  | H        |          |                                       |
| ジェイムズ・マイケル・カーリー       | 1935年 - 1937年                                  | H        |          |                                       |
| レヴァレット・ソルトンストール       | 1939年 - 1945年                                  |          | S        |                                       |
| モーリス・J・トービン                | 1945年 - 1947年                                  |          |          | 労働長官                              |
| クリスティアン・ハーター             | 1953年 - 1957年                                  | H        |          | 国務長官                              |
| フォスター・ファーコロ               | 1957年 - 1961年                                  | H        |          |                                       |
| ジョン・A・ヴォルペ                  | 1961年 - 1963年、1965年 - 1969年                 |          |          | 運輸長官*                             |
| A・ポール・セルッシ                  | 1997年 - 2001年                                  |          |          | 駐加大使*                             |